# 5. Geschwader
Das 5. Geschwader (russisch 5-я оперативная эскадра, dt. 5. operatives Geschwader) war der Flottenverband der sowjetischen Marine im Mittelmeer. Die gemischte Flotte operierte ab 1967 mit teilweise mehr als 40 Schiffen im Mittelmeer. Das Geschwader wurde am 31. Dezember 1992, ein Jahr nach dem Zerfall der Sowjetunion, aufgelöst.

## Geschichte und geostrategische Einordnung
Die Idee, eine Mittelmeerpräsenz einzurichten, wurde vor allem von dem sowjetischen Marinestrategen Admiral Sergei Gorschkow vorangetrieben. Er war seit den 1950er Jahren Marine-Oberkommandierender. Der Sechstagekrieg 1967 beschleunigte auf sowjetischer Seite die Einsicht, Seestreitkräfte an der Küste des Nahen Ostens und vor europäischen Küsten bereitzuhalten. Im Juni 1967 beschloss das Politbüro den Mittelmeerverband. Vizeadmiral Boris Petrow übernahm das Kommando für alle Mittelmeereinheiten ab dem 14. Juli 1967.
Die sowjetische Marine als stärkste Seemacht des Warschauer Pakts hatte seit Ausbruch des Kalten Krieges ein geopolitisches Interesse, im Mittelmeerraum präsent zu sein. Ihr gegenüber stand die der NATO unterstellte 6. US-Flotte im Mittelmeer. Sie bestand 1968 aus zwei Flugzeugträgern, zwei Kreuzern und 16 Zerstörern.

## Schiffe
1968 verfügte die Sowjetunion im Mittelmeer über zwölf bis 14 Kriegsschiffe, darunter Kreuzer und Zerstörer. Flankiert wurden sie durch zwölf bis 15 Versorgungsschiffe, die im Mittelmeer ständig stationiert waren. Zum 5. operativen Geschwader gehörten Landungsschiffe des Projekts 1171 der Marineinfanterie.

## Basen
Die Schiffe gehörten ursprünglich zur sowjetischen Schwarzmeerflotte und nutzten zunächst auch die ägyptischen Häfen Alexandria und Port Said als logistische Stützpunkte. Später wurde die syrische Marinebasis Tartus zum Hauptstützpunkt, aber auch Häfen in Ägypten, Algerien und Libyen wurden genutzt.

## Russische Marine im Mittelmeer
Die russische Marine unterhält seit 2013 den operativen Verband der russischen Seekriegsflotte im Mittelmeer.